# Florian Wanner
Pour les articles homonymes, voir Wanner.
Florian Wanner, né le 2 février 1978, est un ancien judoka allemand. Il a commencé le judo à Munich dans le club "TSV Großhadern", l'un des meilleurs clubs d'Allemagne. Champion d'Europe junior en 1997 à Ljubljana, il obtient son premier titre national en 1999 mais doit attendre 2003 avant de remporter sa première médaille dans une compétition majeure à l'Euro 2003. Il atteint le sommet de sa carrière en remportant à la surprise générale le titre de champion du monde en 2003 en battant en finale le Suisse Sergei Aschwanden. En 2004, alors qu'il pouvait prétendre au podium olympique à Athènes, il est battu par l'Ukrainien Roman Gontyuk en quart de finale puis par l'Azéri Mehman Azizov en tableau de repêchages. Non médaillé, il prend sa retraite à l'issue de cette compétition.

## Palmarès

### Championnats du monde
- Championnats du monde 2003 à Osaka (Japon) :
  -  Médaille d'or dans la catégorie des -81 kg (poids mi-moyen).

### Championnats d'Europe
| Catégorie / Année       | 2002 | 2003 |
| ----------------------- | ---- | ---- |
| poids mi-moyen (-81 kg) | 7e   | 3e   |

### Divers
- Juniors :
  -  Champion d'Europe junior en 1997 à Ljubljana.